# Marcus Caelius Flavius Proculus
Marcus Caelius Flavius (oder Flavus) Proculus war ein im 2. Jahrhundert n. Chr. lebender Angehöriger des römischen Senatorenstandes.
Durch eine Inschrift, die in Capena gefunden wurde, ist die Laufbahn von Proculus bekannt. Er übte zunächst im Rahmen des Vigintivirats das Amt eines Xvir stlitibus iudicandis aus. Danach diente er als Tribunus laticlavius in der Legio XX Valeria Victrix, die ihr Hauptlager in Deva Victrix in Britannia hatte. Nach seinem Militärdienst wurde er zunächst VIvir equitum Romanorum einer Reitereinheit (Turma) und danach Quaestor, Volkstribun (Tribunus plebis) und Praetor. Für die Ämter des Volkstribuns und des Praetors war er Kandidat des Kaisers. Zuletzt war er noch curator rei publicae Aquinatium.
Die Inschrift wird bei der Epigraphik-Datenbank Clauss-Slaby auf 151/225 datiert, bei Stephen James Malone und Anthony R. Birley auf die Zeit nach Hadrian (117–138).